# Sikorski Glacier
Sikorski Glacier är en glaciär i Antarktis. Den ligger i Västantarktis. Inget land gör anspråk på området. Sikorski Glacier ligger 258 meter över havet.
Terrängen runt Sikorski Glacier är huvudsakligen kuperad, men den allra närmaste omgivningen är platt. Terrängen runt Sikorski Glacier sluttar österut. Trakten är obefolkad. Det finns inga samhällen i närheten.